# Viehgehege Abbensen

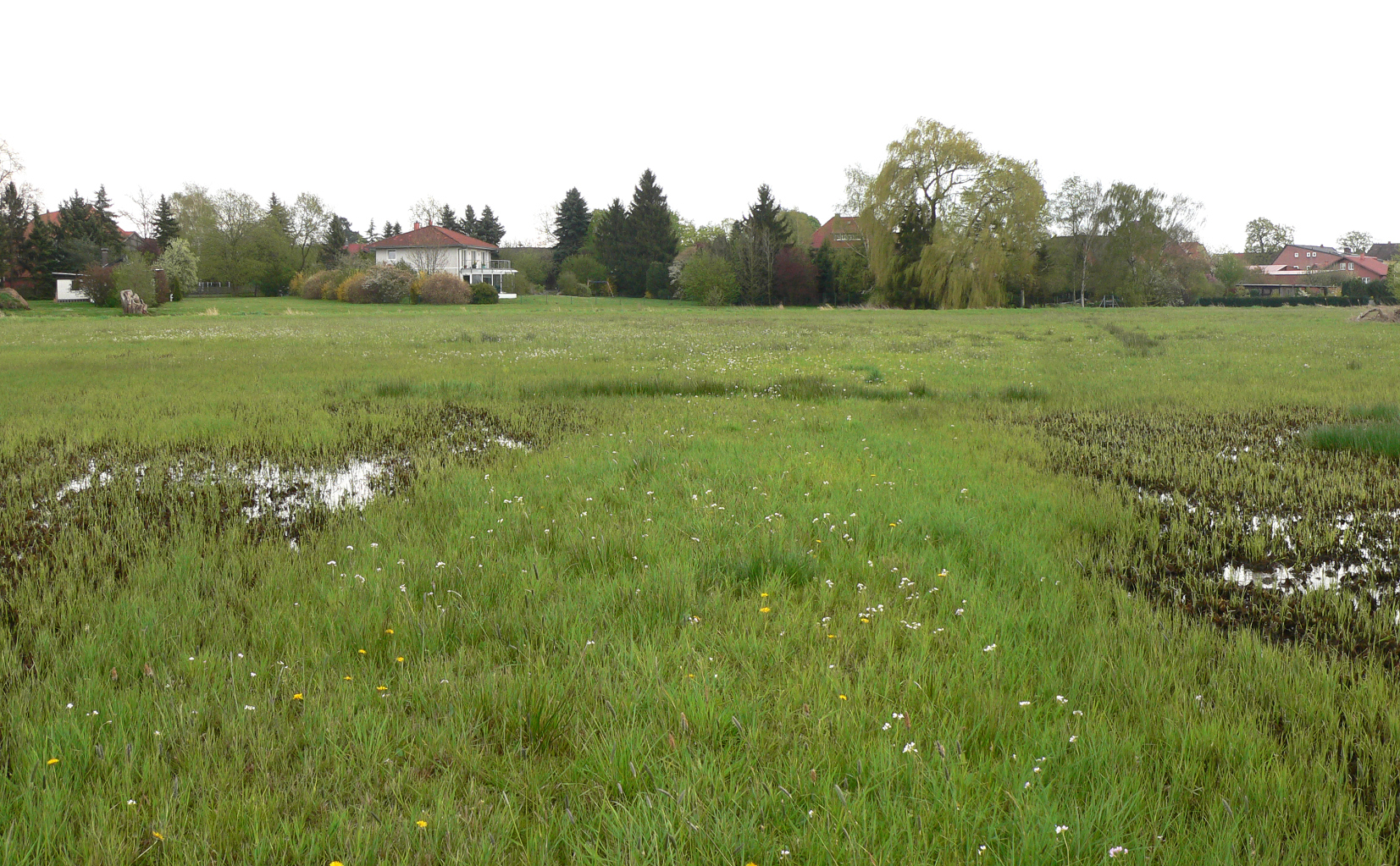
Leicht erhöhter Weg, der auf das Viehgehege zuführt; links und rechts Wasserstellen vom verfüllten Gräben – vor den Gehölzen verläuft die Fuhse

Das Viehgehege Abbensen liegt in der Niederung der Fuhse westlich von Abbensen in Niedersachsen. Bei seiner Entdeckung im Jahre 2007 wurde es zunächst für eine abgegangene Wehranlage gehalten. Erst neuere Untersuchungen ließen in der Anlage ein neuzeitliches Viehgehege erkennen, das etwa in der Mitte des 16. Jahrhunderts bestanden hat.

## Lage
Das Viehgehege lag auf dem linken Ufer der Fuhse in einem feuchten Niederungsgebiet, das den Flurnamen Kaunerwiesen trägt. Die Stelle liegt südlich der Landesstraße, die Abbensen und Oelerse verbindet. Die Straße verläuft dammartig durch die Fuhseniederung und ist bereits auf Karten des 17. Jahrhunderts als Heerstraße verzeichnet, wo sie als Abbenser Pass bezeichnet wird. Früher war das Viehgehege offenbar nur von Süden aus Richtung des Rittergutes Abbensen zugänglich und könnte daher vom Gut genutzt worden sein.

## Entdeckung und archäologische Untersuchungen
Etwa 100 Meter südlich der Straße in Richtung des Rittergutes Abbensen wurde die Anlage im Jahre 2007 durch Auswertung von amtlichen Luftbildern, insbesondere Fotografien aus dem Jahre 1984, entdeckt und zunächst als Burg gewertet. Die Anlage liegt leicht erhöht auf einer früheren Altarminsel der Fuhse und hatte einen abgerundeten, trapezförmigen Grundriss von 45 × 43 Meter. Es wurde angenommen, dass die Burg ihren Standort nahe einer Furt durch die Fuhse bekommen hat und an der Wegeverbindung zwischen Abbensen und dem Vorwerk Stellfelde lag. Die nach dem Vorwerk benannte Straße trennt nach der letzten Gebietsreform die Dörfer Abbensen und Oelerse, wobei das Vorwerk Stellfelde bis heute dem Dorf Abbensen zugeschrieben wird.
Im Jahr 2011 fand eine archäologische Untersuchung der bis dahin als Befestigungsanlage bewerteten Bodenreste statt. Bei einer Ausgrabung wurde ein umlaufender Graben mit innen liegenden Pfostensetzungen festgestellt. Daraus ließ sich ein Wallgraben mit einem massiven Bohlenzaun rekonstruieren, was als Annäherungshindernis und gleichzeitig dem Hochwasserschutz diente. 
Die noch im Boden vorhandenen Pfostenspitzen wurden dendrochronologisch bestimmt. Sie ließen sich auf die Zeit um 1550 datieren. Funden aus dem verfüllten Befestigungsgraben zufolge dürfte die Anlage einige Jahrzehnte bis höchstens ein Jahrhundert lang bestanden haben. Im Inneren der Anlage bestand möglicherweise eine bescheidene Bebauung, worauf Bodenverfärbungen deuteten. Die Funde, wie Knochen von Pferden und Rindern, Hufeisen sowie Fragmente von Sicheln und Tierketten, deuten auf den landwirtschaftlichen Charakter der Anlage hin. Ein besonderer Fund war ein aus einem Ast geschnitztes Holz- oder Spielzeugschwert, das auch einem Viehhirten als Stock gedient haben könnte.

## Bewertung
Landwirtschaftliche Wall- und Befestigungsanlagen sind bisher kaum erforscht. Die Ausgrabung stellt ein seltenes Beispiel für die Untersuchung von Schutzanlagen für das Vieh dar, die früher offenbar besonders in geschützten Bereichen von Flussniederungen angelegt worden sind. Sie zeigte, dass diese Anlagen aufwändig mit Holzkonstruktionen sowie Wällen und Gräben befestigt gewesen sein können. Dies dürfte dem Umstand geschuldet sein, das dem Schutz des Viehs als wichtige Habe der Landbevölkerung eine große Bedeutung zu kam.  